# Hervormde kerk (Dodewaard)
De Hervormde kerk is een kerkgebouw in het Nederlandse dorp Dodewaard, provincie Gelderland. De kerk wordt gebruikt door de Hervormde Gemeente Hien en Dodewaard.

## Geschiedenis
De oudste vermelding van de parochie Dodewaard is in 1188. In 1315 moest de kerk zijn kostbare reliekkruis afstaan aan de Walburgkerk in Arnhem; de graaf van Gelre, Reinoud I, gaf hiervoor de onveilige situatie in Dodewaard aan als argument, maar waarschijnlijk zocht hij naar een reden om het kostbare kruis aan de pas gestichte Walburgkerk te kunnen schenken. In ieder geval kwam de kerk van Dodewaard onder het gezag te vallen van de Walburgkerk, die ook het collatierecht ontving.
De eerste predikant kwam in 1613 in dienst en was tegelijkertijd voor de kerk in het nabijgelegen Hien aangesteld.
In 1705 werd het koor afgebroken vanwege bouwvalligheid. Er was geen geld voor een nieuw koor, en er werd volstaan met het toevoegen van drie kamers. Hiervan werd er een verhuurd aan een chirurgijn.
Van 1840 tot 1842 volgde een omvangrijke vernieuwing van het kerkgebouw, waarbij de drie kamers werden afgebroken zodat er weer een nieuw koor kon worden toegevoegd. De toren kreeg een spitsdak. Tevens werd een kleine consistoriekamer gerealiseerd.
In 1893 werd de neoclassicistische pastorie gebouwd.
In 1920 werd het dwarsschip deels afgebroken vanwege de geplande dijkverhoging en wegverbreding.

## Beschrijving

### Toren
De uit voornamelijk tufsteen opgetrokken toren heeft twee geledingen. Het oudste deel van de toren dateert uit de 11e eeuw. De toren is tweemaal verhoogd: eerst in de 12e eeuw en daarna in de 16e eeuw. Oorspronkelijk bevond zich in de zuidgevel een ingemetselde Romeinse grafsteen van Marcus Traianus Gummatius uit de eerste eeuw. In 1863 is deze steen verwijderd en aan het Rijksmuseum van Oudheden te Leiden geschonken. Het ontstane gat werd aanvankelijk opgevuld met een hardstenen plaat die de schenking vermeldde, maar bij de torenrestauratie van 1956-1957 is er een betonnen afgietsel van de originele grafsteen in geplaatst.
De spits is in 1842 toegevoegd.
Het ijzeren uurwerk van Goslink en Hendrik Ruempol is afkomstig uit 1754. In de zuidgevel bevindt zich overigens ook een zonnewijzer.
De oudst bekende kerkklok is een exemplaar uit 1652, maar deze is niet meer aanwezig. De in 1854 door Petit en Fritsen gegoten klok is in de Tweede Wereldoorlog door de Duitse bezetter afgevoerd. In 1957 goot Van Bergen uit Heiligerlee een nieuwe klok.

### Schip en koor
De tufstenen muren van het eenbeukige schip dateren uit de 11e eeuw. In de 16e eeuw is hier het bakstenen dwarsschip tegenaan geplaatst. Bij de inkorting van het dwarsschip in 1920 werden twee nieuwe gevels opgetrokken in een neo-romaanse stijl. Tevens is toen de bestaande consistoriekamer uitgebreid.
Het uit 1840 stammende bakstenen koor verving een ouder, in 1705 afgebroken koor, en heeft één travee en een driezijdige afsluiting.